# 第2リヨン公会議
第2リヨン公会議（だい2リヨンこうかいぎ）は、1274年にリヨン（現在のフランス南東部の都市）で行われたキリスト教の公会議。十字軍の派遣、正教会との和解、教皇選挙（コンクラーヴェ）制度の見直しが話し合われた。イスラム教徒への対抗上招かれたクビライの使節が参加していたことが、後にフランシスコ会員ジョヴァンニ・ダ・モンテコルヴィーノが大都へ赴いて中国に初めてカトリックを伝えるきっかけとなった。

## 経緯
1268年、教皇クレメンス4世の没後、教皇位は空位という異常事態が続いていた。これは枢機卿達が派閥をつくって争い、教皇選出で合意に達することができなかったからである。ようやく1271年になって選出された教皇グレゴリウス10世は教皇選挙制度の見直しこそが急務であることをよく認識していた。同時に初期の意気込みも空しく尻すぼみになっていた聖地の回復、十字軍運動の建て直しもしなければならなかった。
そこで1273年になって公会議の参加者が召集され、翌年の1274年5月7日にリヨンにおいて開会が宣言された。枢機卿団と500人を超える司教、各地の修道院長と代表たちなど参加者は1000人を越えるという非常にスケールの大きな公会議であった。会議は、5月18日、6月4日/7日、7月6日、7月16日、7月17日の計5回行われた。
中世の公会議の常として世俗の権力の代表や使節たちも参加していた。その中にはアラゴン王国のハイメ1世や参加を要請されていたクビライの使節も見られた。当代きっての大神学者トマス・アクィナスは公会議への参加を要請され、ナポリからリヨンへ向かっていたが途上、フロジノーネに近いフォッサノヴァ修道院で客死した。トマスと並び称された神学者ボナヴェントゥラは参加できた（しかし、会期中の7月15日に同地で死去）。また正教会との分裂収拾を目指して東ローマ帝国皇帝ミカエル8世パレオロゴスに参加を呼びかけた。当時、シチリア王シャルル・ダンジューが「十字軍」を名目に東ローマ帝国征服を計画していたので、ミカエル8世はこれを牽制するために教皇の呼びかけに応じ、代理使節や高位聖職者を派遣してきた。
第一の議題である十字軍問題については、その後六年分の十分の一税を十字軍派遣の資金にあてることが決定された。アラゴン王ハイメ1世はただちに十字軍を編成して派遣する事を主張したが、出席していた騎士修道会の代表が聖地の現状に鑑みて反対したため、立ち消えとなった。
第二の議題である正教会との和解については、東方教会側がローマ教皇の首位権などを認め、議論の中心であった「フィリオ・クエ」（子からも）という言葉を含んだ信仰宣言を唱えるかわりに、西方教会は東方教会がこれまで保持してきた信仰の伝統を認めるという合意に達した。ここにおいて東西教会の合同が達成されたかのように見えたが、結局これは東ローマ皇帝の政治的思惑から成立した合同であり、東方教会の主教や聖職者たちが受け入れなかったため、見せ掛けだけのものとして終わった。
第三の議題であった教皇選挙制度の改善に関しては、教皇没後ただちに枢機卿達が選出を始めること、選出において枢機卿達は外界と遮断される事等、この時決定された新方式は現代に至るまでコンクラーヴェの基準になっている。
また、同会議ではフランシスコ会、ドミニコ会などの新修道会の扱いについて議論し、ハプスブルク伯ルドルフとカスティーリャ王アルフォンソ10世（ハイメ1世の婿）がローマ王の座を巡って争った件に関しては、仲裁を求められた公会議と教皇がルドルフにローマ王たる権利を認めることで決着した。これは大空位時代の終結、ひいてはハプスブルク家のヨーロッパでの隆盛の最初の一歩となった。